# Квадрат 500
Квадрат 500 е художествен музей в София, който обединява реконструираната бивша сграда на Техническия университет и Галерията за чуждестранно изкуство. Филиал е на Националната галерия. Обхваща представителната експозиция на българското и чуждестранното изкуство от фонда на галерията.

## История
Бившата Национална галерия за чуждестранно изкуство е българска държавна културна институция, открита на 5 ноември 1985 г. като галерия към Фондация „Св. св. Кирил и Методий“. Намира се на площад „Александър Невски“. Сградата е завършена през 1887 г, в неокласически стил по проект на виенския архитект Фридрих Швамбергер за нуждите на основаната малко преди това Държавна печатница. Частично е разрушена при бомбардировките на София по време на Втората световна война и впоследствие е възстановена напълно.  Успоредно с нейното възстановяване в края на 40-те години на бул. „Васил Левски“ е построена и и друга сграда – тази на Държавна политехника, първото в България техническо висше училище.
В началото на 80-те години сградата на старата Държавна печатница е преустроена от арх. Никола Николов за новосъздадената Национална галерия за чуждестранно изкуство.  Обновяването на сградата включва изграждане на ниши за скулптури на фасадата. Скулптурите са дело на Любомир Димитров. Експозицията на музея се помещава в 19 зали на четири етажа. Идеята е на Людмила Живкова, чието име фондацията носи до 1990 г. 
Идеята за архитектурен комплекс с музейни функции, включващ двете сгради, се развива от 1999. Публичният конкурс за проектиране през 2010 е спечелен от арх. Янко Апостолов . Реконструкцията по проекта е осъществена през 2012-2014.
На 22 декември 2014 Министерският съвет приема постановление за сливане и преобразуване на Националната художествена галерия и Галерията за чуждестранно изкуство в Национален музеен комплекс, а след конкурс през април 2015 г. за комплекса от сгради с НГЧИ и бившата сграда на Техническия университет (срещу паметника на Васил Левски) е избрано наименованието „Квадрат 500“. С Постановление на Министерския съвет № 156/26.06.2015 г., обнародвано в Държавен вестник № 50/03.07.2015, думите „Национален музеен комплекс – София“ се заменят с „НАЦИОНАЛНА ГАЛЕРИЯ“.

## Фонд
Към 2021 г. притежава над 10 000 музейни единици – графика, живопис, скулптура и приложни изкуства. Обособена като самостоятелна експозиция, към нея е добавен чуждестранният фонд на Националната художествена галерия. Обогатяването на музейната сбирка става възможно и посредством даренията на Фонд „13 века България“, както и на частни колекционери.

## Експозиции
Разположена е на четири етажа в 19 зали с обща изложбена площ около 3200 m2. Притежава колекция от християнска пластика с произход индийската провинция Гоа, каквито има единствено в Португалия и Великобритания, както и колекцията „Поетична реалност“, с която никой друг музей в света не може да се похвали.
Музейният фонд съдържа около 10 хиляди произведения на живописта, скулптурата, графиката и декоративното и приложното изкуство, включително произведения на Росо Фиорентино, Ян ван Гойен, Никола Питърс Берхем, Исак ван Остаде, Огюст Реноар, Морис Вламинк, Константин Коровин, рисунки на Дюрер, Рембранд, Гоя, Шагал, Пикасо, Миро, Дали, скулптури от Роден и Мештрович.
В колекцията на музея има много произведения на Николай Рьорих, както и произведенията на сина му Святослав. Гордостта на галерията е колекция от картини от XX век, особено френски, включително богата колекция от произведения на художествената група „Поетична реалност“. Събрана е и обширна колекция от ориенталско изкуство, която представя африканско изкуство, японски щампи, будистка скулптура в Югоизточна Азия, индийска скулптура и миниатюри.